# Abu Baker al-Kirbi
Abu Baker Abdullah al-Kirbi es un médico y político de Yemen, que fue ministro de Asuntos Exteriores y Emigración desde 2001 a 2014.
Licenciado en Medicina en el Reino Unido, de 1982 a 1993 fue Vicerrector de la Universidad de Sana'a para pasar a formar parte del gabinete yemení como ministro de Educación. Cesó en 1994 y en 1997 fue nombrado miembro del Consejo Consultivo de Yemen, siendo relator del Comité de Derechos Humanos y Libertades del Parlamento. En 2001 fue designado ministro de Asuntos Exteriores y Emigración, cargo que ocupaba en 2008.
Destacado investigador, cuenta con numerosas publicaciones científicas y es conferenciante habitual sobre temas de educación e investigaciones médicas.